# Forbes Bluff
Das Forbes Bluff ist ein markantes Kliff auf der Insel Heard im südlichen Indischen Ozean. Es ragt am Hoseason Beach als nördliches Ende einer Felsformation auf, die sich vom Vulkan Big Ben zwischen dem Baudissin- und dem Nares-Gletscher erstreckt. Die Front des Kliffs enthält Sedimente aus Kalkstein.
Benannt ist das Kliff nach Alistair „Jock“ Forbes, Zimmerer bei einer Kampagne der Australian National Antarctic Research Expeditions zur Insel Heard im Jahr 1952, der dabei infolge eines Unfalls am Hoseason Beach ums Leben kam und auf Heard beerdigt wurde.